# Rhinobatos blochii
Rhinobatos blochii és un peix de la família dels rinobàtids i de l'ordre dels rajiformes.

## Morfologia
Pot arribar als 100 cm de llargària total.

## Distribució geogràfica
Es troba des de les costes de Mauritània i el Senegal fins a Sud-àfrica.